# V studni
V studni je komická opera českého skladatele Viléma Blodka na libreto Karla Sabiny. Tato jednoaktovka je jedinou Blodkovou dokončenou operou. Premiéru měla 17. listopadu 1867 v pražském Prozatímním divadle. Mezi českými operami má opera V studni dvě prvenství: je první operní jednoaktovkou a první prokomponovanou komickou operou. Získala brzy značnou popularitu a je vedle děl klasiků Bedřicha Smetany a Antonína Dvořáka nejčastěji hranou českou operou 19. století. Od konce 70. let 19. století pronikala i do ciziny, zejména do slovanských zemí, ale byla uvedena i ve Vídni, Berlíně, New Yorku a dalších západních městech. S klesající oblibou aktovek po druhé světové válce se přestala častěji objevovat na jevištích velkých profesionálních divadel, pro svou inscenační nenáročnost však i nadále bývá uváděna menšími a amatérskými soubory.
Sabinovo libreto vychází z příběhu o čarovné studni, zaznamenaného v 17. století slovinským spisovatelem Janezem Vajkardem Valvasorem. Původně tragické vyústění děje však mění v komické a vrcholí šťastným koncem. Děj je založen na pověře o studni, ve které má zamilovaná Lidunka na radu vědmy Veruny o svatojánské noci spatřit podobu svého budoucího ženicha. Oba Lidunčini nápadníci, vdovec Janek a mladý Vojtěch, proto vylezou na strom nad studnou, aby dívka ve vodě spatřila jejich tvář. Janek však do vody spadne a štěstí Lidunky s Vojtěchem již nestojí nic v cestě.
Blodkova hudba, ovlivněná německým romantismem a navazující na smetanovskou tradici, je výrazově svěží a podmanivá. Charakterizuje ji zpěvná melodika lidového charakteru, výstižná charakteristika osob, zejména Janka a Veruny, a znamenitá instrumentace. Oblíbené jsou sbory či ženský dvojzpěv Mladá láska, to je ráj, často se uvádějí i dvě výrazná instrumentální čísla, předehra a intermezzo vykreslující východ měsíce. Existují čtyři úplné české nahrávky celé opery a dále četné záznamy jednotlivých hudebních čísel.

## Historie díla
Vilém Blodek se o operu pokusil poprvé kolem roku 1861. Je známo, že měla název Clarissa, byla psána na německé libreto a nikdy nebyla dokončena, protože se však zachovala pouze některá instrumentální čísla, není přesně znám ani její námět. Blodek však psal scénickou hudbu k řadě pražských inscenací. Zejména příznivé přijetí jeho hudby k živým obrazům v rámci shakespearovských slavností Prozatímního divadla roku 1864 a úspěch Smetanovy Prodané nevěsty jej podnítily k novému pokusu o operu, tentokrát na české libreto. To si Blodek vyžádal od Karla Sabiny, v polovině 60. letech 19. století prakticky výhradního libretisty českých oper (vedle Prodané nevěsty též Braniboři v Čechách a Šeborovi Templáři na Moravě).
Sabina skladateli poskytnul prostou, ale dobře strukturovanou a divadelně účinnou zápletku. Inspirací mu byla historka zaznamenaná slovinským spisovatelem Janezem Vajkardem Valvasorem (1641–1693) o čarovné studni, ve které se měla děvčatům zjevovat tvář budoucího ženicha. Jeden muž chtěl ošálit čarovnou moc studny a vylézt na strom, aby se na hladině zrcadlil jeho obraz, spadl ale do studny a zabil se. Sabina ovšem nepřevzal tragický konec, naopak z pádu do studny učinil komický prvek. Jinak text opery pojednává o tom, jak se mladý pár s pomocí chytrého pomocníka, v tomto případě „vědmy“ Veruny, zbaví starého nápadníka; toto schéma využila řada pozdějších českých komických oper, včetně Sabiny samotného v libretech k Blodkově Zítkovi, Rozkošného Mikuláši nebo Bendlově Starému ženichu.
Blodek libreto zhudebnil v letech 1866/67 a 17. listopadu 1867 se konala premiéra v Prozatímním divadle; nedirigoval hlavní kapelník Bedřich Smetana, ale druhý kapelník Adolf Čech. Přes nevelkou návštěvu při premiéře měla aktovka úspěch, autor byl několikrát vyvoláván a obliba díla postupně ještě vzrůstala; v období Prozatímního divadla (1862–83) byla po Prodané nevěstě nejhranější českou operou. Typické je, že V studni byla označována jako „operetka“, čímž se podle tehdejší terminologie rozuměla krátká opera.
Mezi českými operami má V studni několik prvenství: je první operní aktovkou, zároveň také ale první prokomponovanou komickou operou (mluvené slovo v Prodané nevěstě bylo recitativy nahrazeno až později). Hudba je, slovy muzikologa Jana Trojana, „výrazově neobyčejně svěží a podmanivá“. Různí autoři se rozcházejí při hledání hudebních vlivů, a to od Mozarta přes Rossiniho až po Richarda Wagnera. Trojan hovoří obecně o vlivu německé romantické hudby, Hostomská z ní cituje především Mendelssohna, naopak Váňa vliv Mendelssohna popírá a vyzdvihuje Webra a Schumanna. Zatímco Pospíšil považuje V studni za zcela nezávislou na Prodané nevěstě a vůbec za „nepopíratelně osobitou“, Hostomská má za to, že „nápěvně se mnohdy přímo přimyká ke Smetanovu vzoru“. V každém případě operu charakterizuje zpěvná melodika lidového charakteru, výstižná charakteristika osob, zejména Janka a Veruny, a znamenitá instrumentace. Na námět téměř příliš mohutné sbory z opery si brzy oblíbila pěvecká sdružení, z árií zlidověl ženský dvojzpěv Mladá láska, to je ráj, svěží předehra se stala oblíbeným koncertním číslem stejně jako specifikum opery, intermezzo vykreslující východ měsíce. Tento originální prvek vychází z Blodkových bohatých zkušeností jako skladatele meziaktní hudby pro činohru a současně o 23 let předchází slavnému intermezzu ze Sedláka kavalíra.
Jelikož se jedná o aktovku, je v profesionálních divadlech zpravidla nutné ji kombinovat s jiným krátkým dílem. Protože V studni byla první a na dlouho jediná úspěšná česká operní aktovka, byla zprvu hrána s krátkými činohrami, při premiéře jí například předcházela jednoaktová komedie Gustava Pflegera Moravského Telegram. Později byla dávána např. s Dvořákovými Tvrdými palicemi, Zichovým Malířským nápadem, Martinů Veselohrou na mostě aj.
Opera V studni se pro svou produkční nenáročnost (jen jedno dějství a pouhé čtyři role) stala brzy oblíbeným kusem menších divadel i amatérských divadel. Rozsáhlé a atraktivní sbory ji učinily atraktivní i pro nejrůznější městské či venkovské pěvecké spolky, často s přizvanými sólisty z profesionálních divadel. Zejména proto se stala jednou z nejznámějších a nejhranějších českých oper. Již roku 1870 byla provedena v městském divadle v Plzni, roku 1885 poprvé v Brně. Roku 1943 byla provedena i v Terezínském ghettu. Od konce 70. let 19. století pronikla navíc do ciziny, zejména do slovanských zemí (Petrohrad 1879, Sofie 1881, Záhřeb 1885, Lublaň 1889, Lipsko 1893 v překladu Friedricha Bindera, Vídeň – Divadlo na Vídeňce 1894, Berlín – Theater des Westens 1902, New York 1920) a před koncem století byla spolu s Prodanou nevěstou nejhranější českou operou v cizině. V studni byla vůbec první opera provedená v Bělehradě, a to roku 1894.
Ačkoliv se jednalo vždy o jednu z nejpopulárnějších oper, v poválečné době mizela pro svou komornost a nenáročnost i pro obecnou nepopularitu jednoaktovek z velkých scén. Například v pražském Národním divadle byla hrána naposledy roku 1965, poslední inscenace brněnského Národního divadla je datována rokem 1946. Poslední premiéra ve velkém „kamenném“ divadle byla 22. března 1986 ve Státním divadle Ostrava (ve spojení s Ceremugovým Jurajem Čupem a Pauerovou Červenou Karkulkou). Pokles počtu a úrovně amatérských sborů a divadel v poválečném období operu V studni připravil o další tradiční půdu. Přesto nezůstala u menších souborů zapomenuta; představení této opery například v roce 2000 slavnostně zahájilo provoz v rekonstruované budově Městského divadla ve Znojmě. Hudební kvalita, zábavnost a nenáročnost ji předurčují pro představení hudebních škol; v 21. století ji nastudovaly například konzervatoře v Pardubicích, Brně a Bratislavě i obě české akademie múzických umění; roku 2011 s ní na několika místech v Praze a Liberci vystupuje studio Ton HAMU. Mimo české země a Slovensko z repertoáru prakticky vymizela. Na jaře roku 1996 operu provedlo v Bayreuthu deutsch-französisches forum junger kunst, ačkoli označení německá premiéra je mylné.

## Osoby a první obsazení
| osoba                                                        | hlasový obor | premiéra (17. 11. 1867) |
| ------------------------------------------------------------ | ------------ | ----------------------- |
| Veruna, stará žena                                           | alt          | Ema Sáková              |
| Lidunka, selská dcera                                        | soprán       | Terezie Rückaufová      |
| Vojtěch, selský synek                                        | tenor        | Jindřich Polák          |
| Janek, sedlák, starý vdovec                                  | bas          | Josef Paleček           |
| Chasa obojího pohlaví                                        |              |                         |
| Dirigent: Adolf Čech, režisér: (pravděpodobně) František Sák |              |                         |

## Osoby a obsazení premiéry 10. 9. 1961 v Národním divadle Praha
| osoba                                                                     | hlasový obor | premiéra (10. 9. 1961) |
| ------------------------------------------------------------------------- | ------------ | ---------------------- |
| Veruna, stará žena                                                        | alt          | Štěpánka Štěpánová     |
| Lidunka, selská dcera                                                     | soprán       | Miloslava Fidlerová    |
| Vojtěch, selský synek                                                     | tenor        | Zdeněk Švehla          |
| Janek, sedlák, starý vdovec                                               | bas          | Eduard Haken           |
| Chasa obojího pohlaví                                                     |              |                        |
| Dirigent: Josef Kuchinka, režisér: Bohumil Zoul, scéna: Květoslav Bubeník |              |                        |

## Osoby a obsazení premiéry 22. 3. 2011 v divadle Hybernia Praha
| osoba                                                              | hlasový obor | premiéra (22. 3. 2011) |
| ------------------------------------------------------------------ | ------------ | ---------------------- |
| Veruna, stará žena                                                 | alt          | Zdena Erlebachová      |
| Lidunka, selská dcera                                              | soprán       | Eliška Gattringerová   |
| Vojtěch, selský synek                                              | tenor        | Tomáš Bijok            |
| Janek, sedlák, starý vdovec                                        | bas          | Andrej Beneš           |
| Chasa obojího pohlaví                                              |              |                        |
| Dirigent: Jan Bubák, režisér: Michal Lieberzeit, scéna: Adolf Born |              |                        |

## Děj opery
Chalupnice Veruna si stěžuje na dnešní svět a zvláště dnešní mládež. Zamlada byla vyhlášená jako krasavice, nyní o ní lidé říkají, že je vědma, a chodí si k ní pro rady a kouzla: „Nuž budu jim, když žádají, budu jim čarovati“ (árie Aj, zlý to čas, nynější čas). A skutečně, vzápětí přichází Lidunka a prosí Verunu, aby jí za výslužku „přičarovala milého“. Veruna se na oko rozhorluje, že ji považuje za někoho ve spolku s ďáblem, a vyděšené děvče vysvětluje své přání: Je zamilována do mládence Vojtěcha, s podporou matky se o ni však uchází i vdovec Janek (duet Aj, co sem vede Lidunku… Mladá láska, to je ráj). Veruna radí: „Snadná pomoc! Vem si mladého, zažeň starého!“. Ale Lidunka se dožaduje magické pomoci, a proto jí Veruna poradí, jak zjistit, koho jí osud předurčil: ať tedy jde k lesní studánce, zavolá „Můj miláčku, kde jsi?“ a podívá se do studny. Na hladině se jí pak zjeví obraz jejího ženicha. Tuto radu vyslechnou z obou stran Veruniny chalupy oba zmínění nápadníci (kvartet Dnes svatojanský večer je… Již na hory vystoupí večerní zář). Vojtěch z vyslechnutého rozhovoru není moudrý a jde si po Lidunčině odchodu sám k Veruně pro radu (árie Chce vidět v studni tvář). Janek se ale dovtípil ihned, co musí udělat: vyleze na strom nad studánkou a Lidunka v ní nutně uvidí jeho obličej (árie Aj, to bude švanda).
(Symfonické intermezzo – Východ měsíce)
Vesnická mládež se připravuje na „čarodějnice“, rozžíhání svatojanských ohňů, „jak druhdy staří Čechové činili“ (sbor Svatojanské ohně rozžeme po horách…. Zapálíme si po horách hranice velikánské). Ke studni přichází Janek uskutečnit svůj plán a leze na strom (árie Aj jděte jen, jděte jen, jděte jen). Totéž ale poradila Veruna Vojtěchovi, který začíná šplhat na týž strom (árie a duet Ty zlatá, zlatá Veruno). Aby se Janek neprozradil, je nucen ustupovat čím dál výše do koruny, až se pod ním zlomí větev a on spadne střemhlav přímo do studny.
Zatímco je zpovzdálí slyšet zpěv mládeže, Lidunka přichází a jen postupně se odhodlává pohlédnout do studny (árie Dlouho jsem již čekala na tuto hodinu). Jaké ale zděšení, když v ní uvidí Jankovu tvář (Ha, jaký to hrozný zjev)! Vojtěch, domnívaje se, že Lidunka viděla jeho odraz, je její reakcí zmaten. Další vesnická děvčata přicházejí vyzkoušet zázračnou moc studánky (sbor Svatojanské ohně září, osvětlí nám vodičku). Lidunka je od toho zrazuje, protože ona sama tam zahlédl starého vdovce. Děvčata se jí smějí a běží se sama přesvědčit; a skutečně i ony uzří Janka, a nejen tvář, ale celou jeho zablácenou postavu, jak se souká ze studny. Děvčata se mu vysmívají a Lidunka mírně odmítá jeho vyznání a prosí jej, aby o ni neusiloval. Janek tedy rezignuje (ansámbl Ale Janku, Janku, Janku, kdepak jste se v studni vzal?). Štěstí Lidunky a Vojtěcha tedy nestojí nic v cestě (duet My spolu si rozumíme) a svatojanské slavnosti mohou pokračovat.

## Nahrávky
- Nahrávka Československého rozhlasu z roku 1949, rekonstruována 1998, dosud nevydána. Zpívají (Veruna) Ludmila Hanzalíková, (Lidunka) Drahomíra Tikalová, (Vojtěch) Antonín Votava, (Janek) Karel Kalaš. Pěvecký sbor Československého rozhlasu v Praze řídí Jiří Pinkas st., Pražský rozhlasový orchestr řídí František Dyk.[22]
- Nahrávka Supraphonu z roku 1959 (mono DV 5624-25, SUF 20021-2). Zpívají (Veruna) Štěpána Štěpánková, (Lidunka) Milada Šubrtová, (Vojtěch) Ivo Žídek, (Janek) Zdeněk Kroupa. Sbor Národního divadla v Praze řídí Milan Malý, Orchestr Národního divadla v Praze řídí František Škvor.[23]
- Nahrávka Československého rozhlasu z roku 1973, dosud nevydána. Zpívají (Veruna) Ivana Mixová, (Lidunka) Naďa Šormová, (Vojtěch) Viktor Kočí, (Janek) Karel Hanuš. Pěvecký sbor Československého rozhlasu v Praze řídí Milan Malý, Orchestr Národního divadla v Praze řídí Jiří Kareš.[24]
- Nahrávka Supraphonu z roku 1981, vydána 1984 jako LP (1116 3651-52), 1995 jako CD (SU 033-2 611). Zpívají (Veruna) Libuše Márová, (Lidunka) Daniele Šounová, (Vojtěch) Vojtech Kocián, (Janek) Karel Berman. Sbor Národního divadla v Praze řídí Milan Malý, Orchestr Národního divadla v Praze řídí František Škvor.[3][23]

Existuje řada nahrávek jednotlivých árií a scén, vedle toho byla vícekrát nahrána předehra a intermezzo. Jmenovat lze nahrávku předehry, kterou roku 1940 pořídil Václav Talich s Českou filharmonií pro Supraphon a která byla naposledy vydána roku 2007 Supraphonem na CD Talich Special Edition 17 (SU 38372), nebo nahrávku intermezza pořízenou Václavem Neumannem a Českou filharmonií, naposledy vydanou nakladatelstvím Orfeo na CD Prague Gala Concert (C180891A).